# Jugendherberge Weimar–Buchenwald

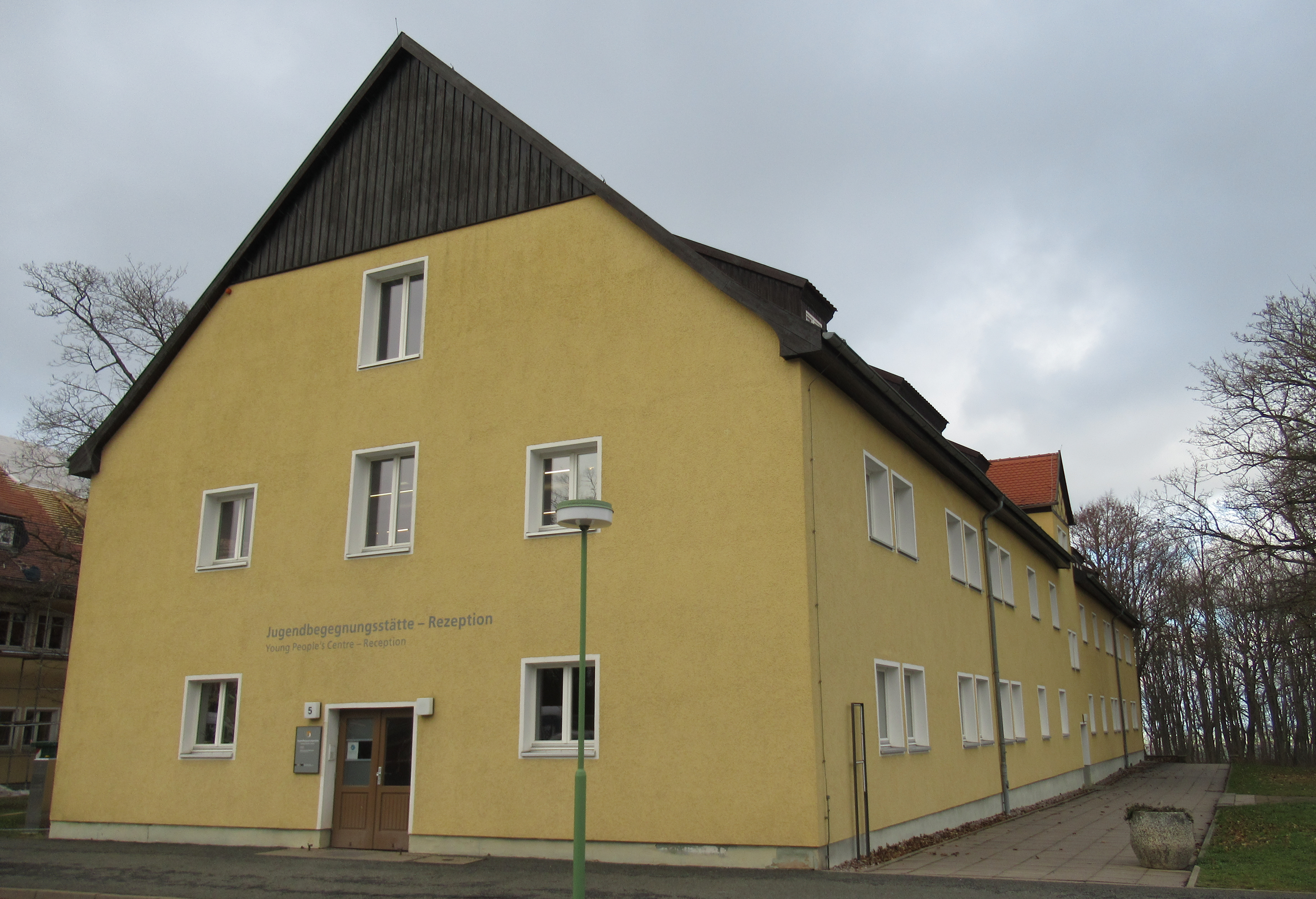
Jugendbegegnungsstätte in ehemaliger SS-Kaserne in Weimar-Buchenwald

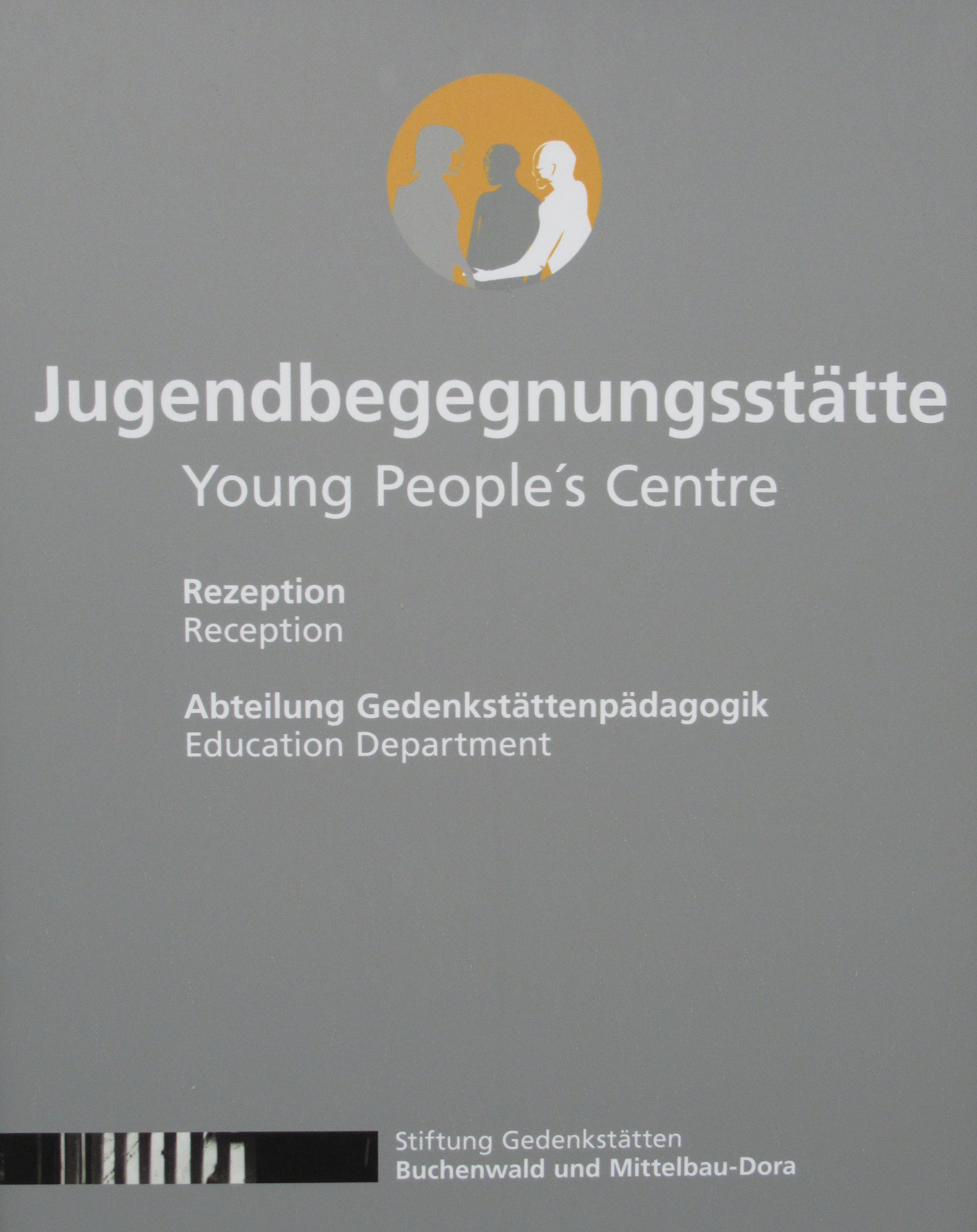
Schild am Eingang der Jugendbegegnungsstätte

Die Jugendherberge „Albert Kuntz“, Weimar–Buchenwald war in der DDR eine Jugendherberge. Sie liegt im Bereich des KZ Buchenwald im Norden Weimars.
Dieses Gebäude wurde für eine Hundertschaft der SS-Bewachung errichtet. Es diente als Hundertschaftsgebäude und steht im Zusammenhang mit dem KZ Buchenwald auch unter Denkmalschutz.
Sie wurde am 8. Januar 1961 als Jugendherberge eingeweiht und nach dem kommunistischen Politiker Albert Kuntz benannt. Im Jahre 1992 wurde sie als internationale Jugendbegegnungsstätte integraler Bestandteil der Gedenkstätte Buchenwald.
Es ist nicht zu verwechseln mit der Jugendherberge „Am Ettersberg“, auch wenn sie in der Nähe liegt.